# Eumorpha cissi
Eumorpha cissi är en fjärilsart som beskrevs av Ludwig Wilhelm Schaufuss 1870. Eumorpha cissi ingår i släktet Eumorpha och familjen svärmare. Inga underarter finns listade i Catalogue of Life.

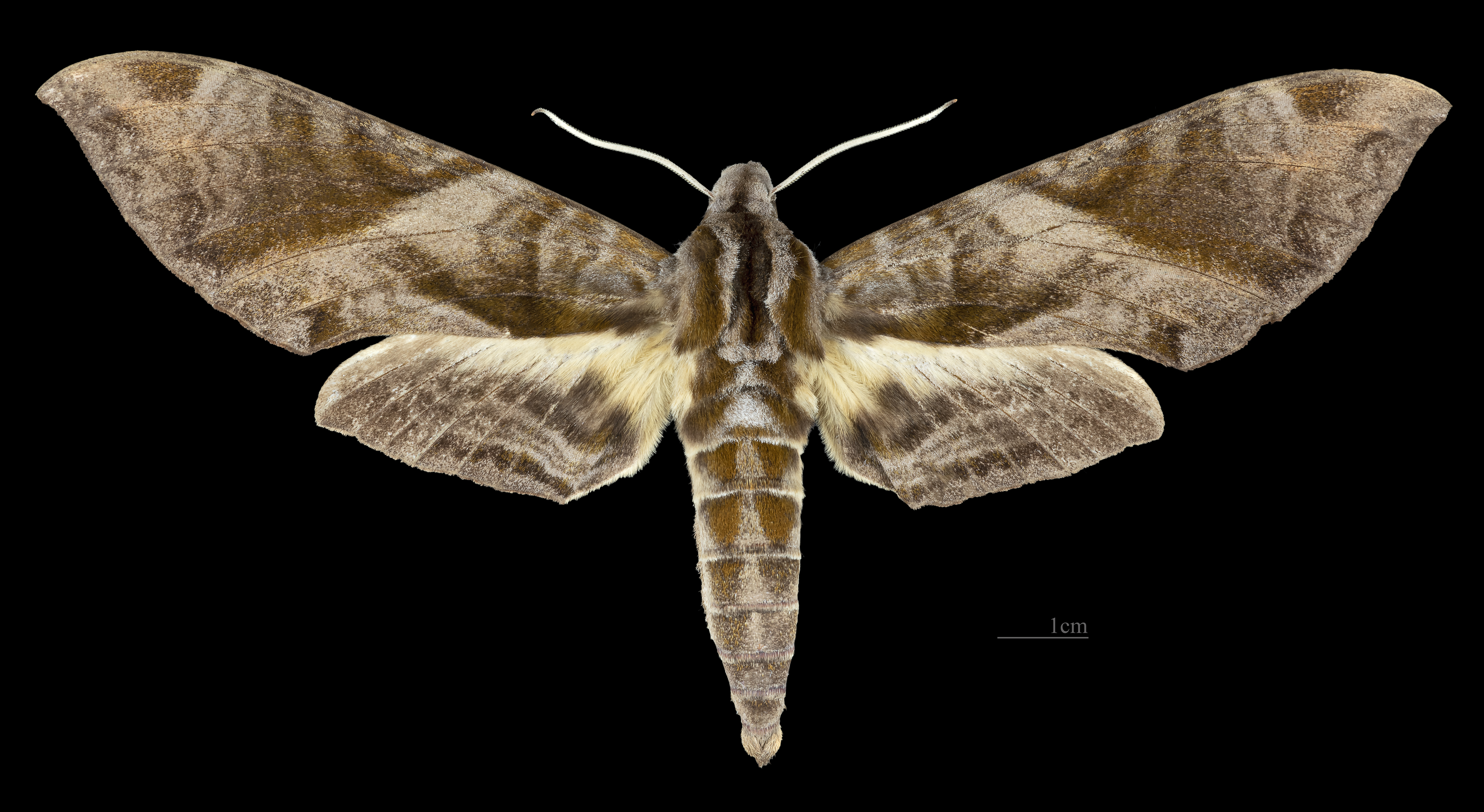
Eumorpha cissi  ♀
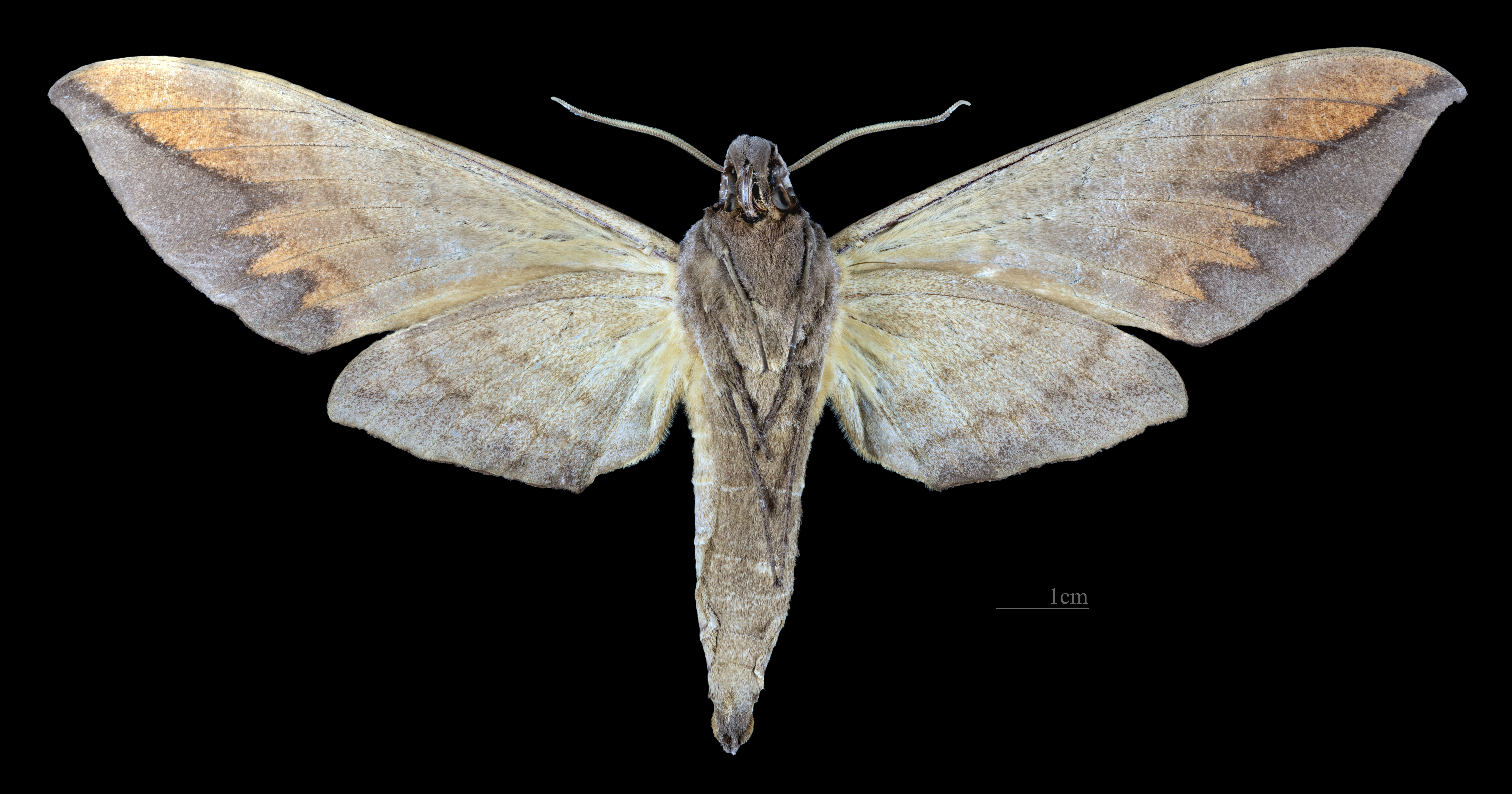
Eumorpha cissi  ♀ △